# Limonia pernodosa
Limonia pernodosa är en tvåvingeart som beskrevs av Alexander 1965. Limonia pernodosa ingår i släktet Limonia och familjen småharkrankar. Inga underarter finns listade i Catalogue of Life.